# Astrid Lindgrens Näs

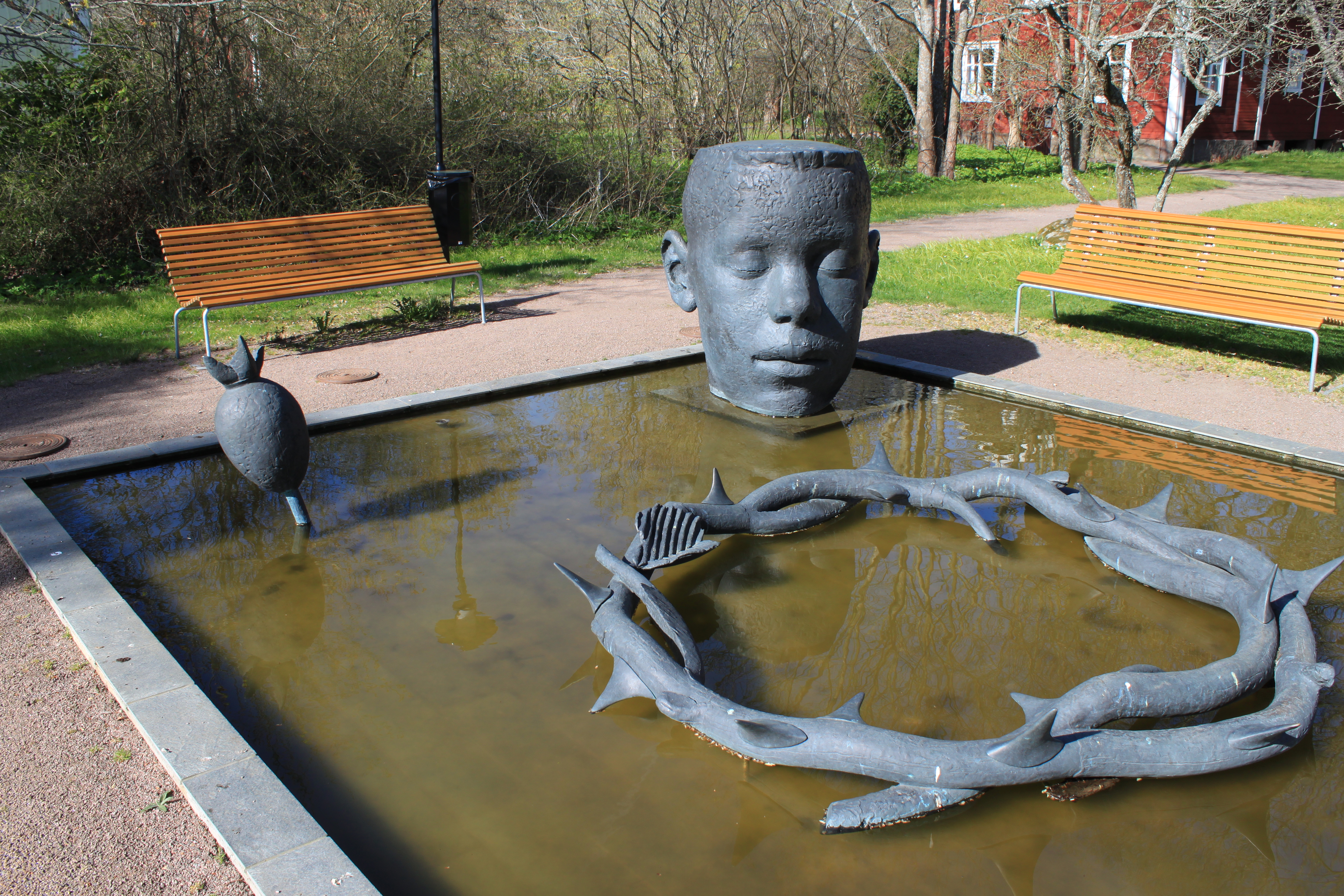
Källa Astrid av Berit Lindfeldt.

Astrid Lindgrens Näs är ett kulturcentrum i Vimmerby, omfattande flera byggnader med anknytning till barnboksförfattaren Astrid Lindgrens liv och litteratur. Det består av det hus där Lindgren föddes, den gamla prästgården, som nu är kunskapscentrum, och den senare byggda paviljongen, invigd den 12 juni 2007 av kronprinsessan Victoria. Den stora basutställningen där, Hela världens Astrid Lindgren, kom till på uppdrag av Stiftelsen för bevarandet av Astrid Lindgrens gärning och är utformad av Håkan Kvist. Byggnaden inrymmer även ett kafé och en filmsal.
I Astrid Lindgrens barndomshem är hela nedervåningen intakt och ser ut exakt som när hon var flicka. Från sommaren 2007 erbjuds guidningar i barndomshemmet. Prästgården har blivit omgjord till ett kunskapscentrum med bibliotek, inriktat på forskning inom ämnen som berör Lindgrens författarskap.
I trädgården vid prästgården finns den gamla alm som är förebild till Pippi Långstrumps sockerdricksträd. På hundraårsdagen av Astrid Lindgrens födelse 2007 invigdes skulpturen Källa Astrid av Berit Lindfeldt.
År 2014 gjordes en ombyggnation av entrérummet i utställningsbyggnaden samt de närliggande landskapsmiljöerna ritat av arkitektbyrån Tovatt Architects & Planners.
Astrid Lindgrens Näs är sedan 2019 en av scenerna under litteraturfestivalen "Vimmerby berättar".